# العلاقات الجنوب سودانية الجيبوتية
العلاقات الجنوب سودانية الجيبوتية هي العلاقات الثنائية التي تجمع بين جنوب السودان وجيبوتي.

## مقارنة بين البلدين
هذه مقارنة عامة ومرجعية للدولتين:
| وجه المقارنة                                              | جنوب السودان                  | جيبوتي                    |
| --------------------------------------------------------- | ----------------------------- | ------------------------- |
| المساحة (كم2)                                             | 619.75 ألف                    | 23.20 ألف                 |
| عدد السكان (نسمة)                                         | 12.58 مليون                   | 956.99 ألف                |
| الكثافة السكانية (ن./كم²)                                 | 20.3                          | 41.25                     |
| العاصمة                                                   | جوبا                          | جيبوتي                    |
| اللغة الرسمية                                             | لغة إنجليزية                  | لغة فرنسية، اللغة العربية |
| العملة                                                    | جنيه جنوب سوداني، جنيه سوداني | فرنك جيبوتي               |
| الناتج المحلي الإجمالي (بليون دولار)                      | 2.90 مليار                    | 1.84 مليار                |
| الناتج المحلي الإجمالي (تعادل القوة الشرائية) بليون دولار | 22.88 مليار                   | 3.10 مليار                |
| الناتج المحلي الإجمالي الاسمي للفرد دولار أمريكي          | 73                            | 1.95 ألف                  |
| الناتج المحلي الإجمالي للفرد دولار أمريكي                 | 2.02 ألف                      | 3.27 ألف                  |
| مؤشر التنمية البشرية                                      | 0.467                         | 0.470                     |
| رمز المكالمات الدولي                                      | +211                          | +253                      |
| رمز الإنترنت                                              | .ss                           | .dj                       |
| المنطقة الزمنية                                           | ت ع م+03:00                   | ت ع م+03:00               |

## منظمات دولية مشتركة
يشترك البلدان في عضوية مجموعة من المنظمات الدولية، منها:
| علم المنظمة | اسم المنظمة                        | تاريخ انضمام جنوب السودان | تاريخ انضمام جيبوتي |
| ----------- | ---------------------------------- | ------------------------- | ------------------- |
|             | مؤسسة التنمية الدولية              | 18 أبريل 2012             | 1 أكتوبر 1980       |
|             | يونسكو                             | 27 أكتوبر 2011            | 31 أغسطس 1989       |
|             | وكالة ضمان الاستثمار متعدد الأطراف | 18 أبريل 2012             | 12 يناير 2007       |
|             | الأمم المتحدة                      | 14 يوليو 2011             | 20 سبتمبر 1977      |
|             | الاتحاد البريدي العالمي            | ?                         | ?                   |
|             | البنك الدولي للإنشاء والتعمير      | 18 أبريل 2012             | 1 أكتوبر 1980       |
|             | الاتحاد الدولي للاتصالات           | 3 أكتوبر 2011             | 22 نوفمبر 1977      |
|             | مؤسسة التمويل الدولية              | 18 أبريل 2012             | 1 أكتوبر 1980       |
|             | منظمة الشرطة الجنائية الدولية      | ?                         | ?                   |
|             | الاتحاد الأفريقي                   | ?                         | ?                   |
|             | البنك الإفريقي للتنمية             | ?                         | ?                   |

## وصلات خارجية
- موقع وزارة الخارجية الجنوب سودانية